# MRS Logística
Die MRS Logística S.A. ist eine im Jahre 1996 gegründete brasilianische Eisenbahngesellschaft.

## Streckennetz

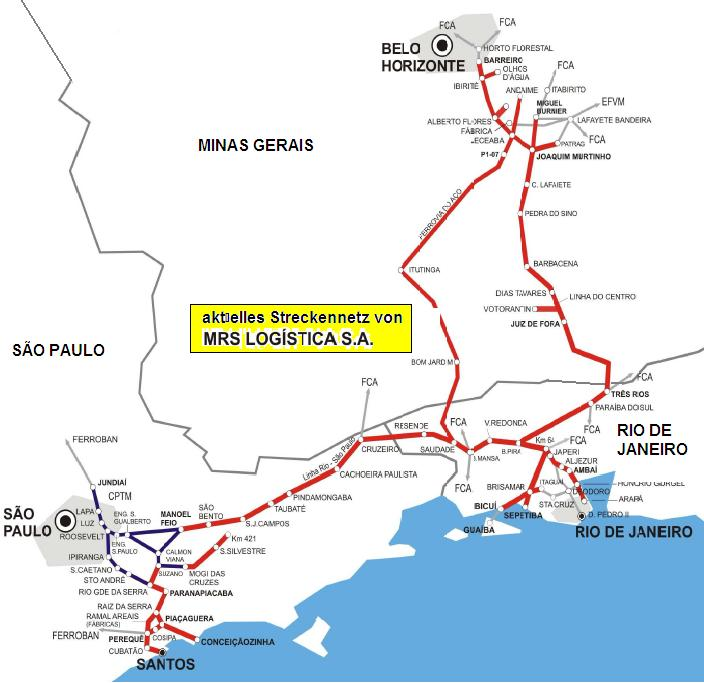
Übersicht der von MRS konzessionierten Strecken (Quelle ANTT, Brasilien)

Das Streckennetz umfasst 1643 Kilometer der Spurweite 1.600 Millimeter (sogenannte Irische Breitspur) und erstreckt sich zwischen den Bundesstaaten Rio de Janeiro, Minas Gerais und São Paulo. Die Bahngesellschaft MRS Logística hat Konzessionen für den Eisenbahnverkehr und betreibt damit im Südosten Brasiliens den Güterverkehr im Streckennetz der Rede Ferroviária Federal.
In dieser Region werden heute rund 65 % des gesamten brasilianischen Frachtaufkommens bewegt und hier sind die größten Industriekomplexe des Landes angesiedelt. Das Streckennetz hat direkte Anbindung an die Häfen von Rio de Janeiro, Santos (dem größten Hafen Südamerikas) und Baía de Sepetiba bei Rio de Janeiro.
Das Unternehmen konzentriert sich auf den Transport von Stückgütern in Containern und den Transport von Erzen und Stahlfertigprodukten. Man bietet integrierte Logistikdienstleistungen an, die die Transitzeit der Waren verringern sollen. MRS und die Muttergesellschaft CSN sind in allen Segmenten des kombinierten Ladungsverkehrs und der Transportlogistik tätig.

## MRS Güterverkehr-Expresszüge

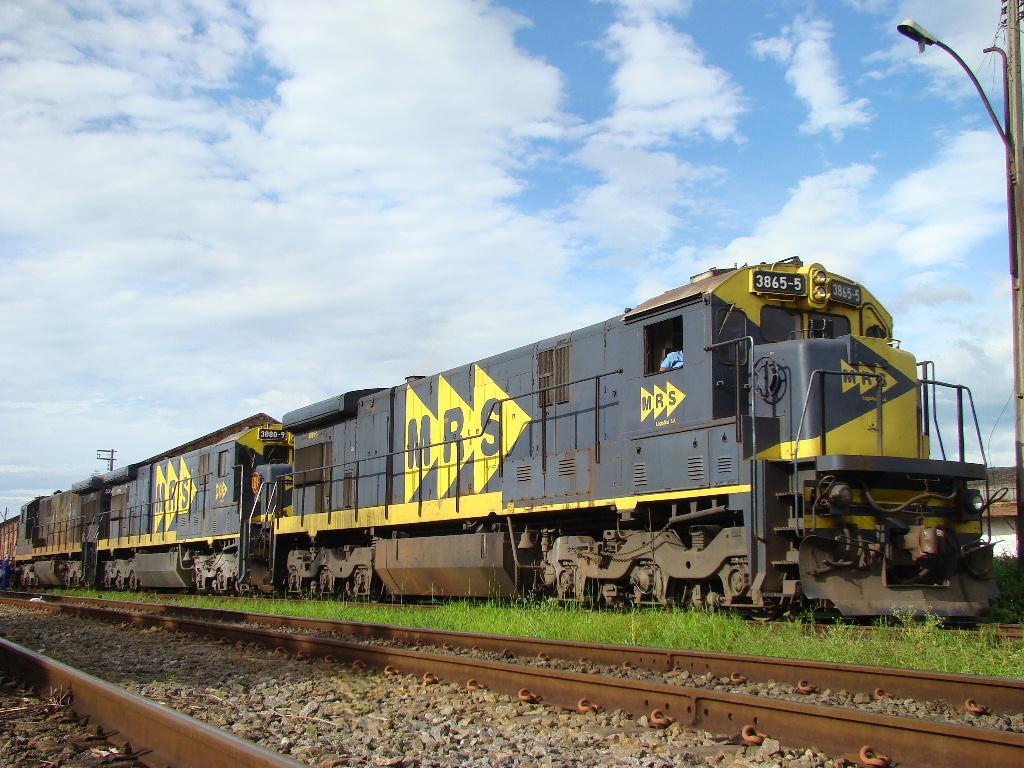
Lokomotiven der MRS im Einsatz

Die Bahngesellschaft MRS gehört heute mehrheitlich dem Stahlproduzenten Companhia Siderúrgica Nacional (CSN) in Volta Redonda. Die Bahnstrecken und Züge der MRS bedienen praktisch alle Segmente des Gütertransports und hierbei insbesondere den intermodalen Transport von Stahlprodukten und Standardcontainern. Es werden feste Expresszüge mit fahrplanmäßigen Abfahrten angeboten. 

### Eisenbahnstrecken (2009)
- Santos–Caçapava–Guaratinguetá
- Santos–Jundiaí–Campinas
- Santos–Suzano
- Rio de Janeiro–Juiz de Fora–Belo Horizonte
- Itaguaí–Belo Horizonte
- Rio de Janeiro–Caçapava–São José dos Campos
- Itaguaí/Sepetiba–Caçapava–São José dos Campos

### Direkte Streckenanbindung zu Seehafenterminals
- Hafen von Santos (beide Ufer links und rechts)
Terminals: Libra T37, SBSA Santos Brasil, Tecondi
- Hafen von Itaguaí (Baía de Sepetiba)
Terminal: Sepetiba Tecon
- Hafen von Rio de Janeiro:
Terminals: Libra TC1 und Multi Rio TC2

### Direkte Streckenanbindung von Inlandterminals im Güterverkehr
- Belo Horizonte MRS Terminal
- Caçapava TECON der Firma Vale do Rio Doce (CVRD)
- Campinas: Libraport (EADI)
- Guaratinguetá, BASF
- Juiz de Fora, MULTITERMINAIS (EADI)
- Jundiaí, FASSINA
- Mogi das Cruzes, TINAGA
- Rio de Janeiro, MRS
- Santos, Pátio de Santos
- São José dos Campos, Cragea
- São Paulo, BRASILMAXI
- Sumaré, CNAGA
- Suzano, CRAGEA (EADI)